# The New America
The New America одинадцятий студійний альбом американського панк-рок гурту Bad Religion, виданий 9 травня 2000 року на лейблі Atlantic Records.
Також The New America це останній альбом з Боббі Шаєром на ударних. Поки неофіційний учасник гурту гітарист Бретт Гуревич є співавтором і виконавцем пісні «Believe It». Альбом був перевиданий лейблом Epitaph Records 15 вересня 2008 року.

## Відгуки
The New America зайняв 88 позицію у чарті Billboard 200.
Реліз альбому The New America відзначив завершення їх чотирьох-альбомного контракту з Atlantic Records, дозволивши одному з зановників, Бретту Гуревичу, приєднатись до гурту для їх наступного альбому, The Process of Belief (2002), виданому на Epitaph Records.

## Список композицій
| #   | Назва                                 | Автор            | Тривалість |
| --- | ------------------------------------- | ---------------- | ---------- |
| 1.  | «You've Got a Chance»                 | Граффін          | 3:41       |
| 2.  | «It's a Long Way to the Promise Land» | Граффін          | 2:29       |
| 3.  | «A World Without Melody»              | Граффін          | 2:32       |
| 4.  | «New America»                         | Граффін          | 3:25       |
| 5.  | «1000 Memories»                       | Граффін          | 3:00       |
| 6.  | «A Streetkid Named Desire»            | Граффін          | 3:17       |
| 7.  | «Whisper in Time»                     | Граффін          | 2:32       |
| 8.  | «Believe It»                          | Граффін, Гуревич | 3:41       |
| 9.  | «I Love My Computer»                  | Граффін          | 3:06       |
| 10. | «The Hopeless Housewife»              | Граффін          | 2:59       |
| 11. | «There Will Be a Way»                 | Граффін          | 2:53       |
| 12. | «Let It Burn»                         | Граффін          | 2:44       |
| 13. | «Don't Sell Me Short»                 | Граффін          | 3:58       |

| Japan and Europe bonus track | Japan and Europe bonus track | Japan and Europe bonus track |
| #                            | Назва                        | Тривалість                   |
| ---------------------------- | ---------------------------- | ---------------------------- |
| 14.                          | «The Fast Life»              | 2:01                         |
| 15.                          | «Queen of the 21st Century»  | 4:17                         |

| B-Sides | B-Sides            | B-Sides    |
| #       | Назва              | Тривалість |
| ------- | ------------------ | ---------- |
| 16.     | «Lose as Directed» | 2:30       |
| 17.     | «Pretenders»       | 4:12       |

## Учасники запису
- Грег Граффін — вокал
- Грег Гетсон — гітара
- Браян Бейкер – гітара, бек-вокал
- Джей Бентлі – бас-гітара,бек-вокал
- Боббі Шаєр – ударні, перкусія
- Бретт Гуревич — ведучий вокал у «Believe It»
- Тодд Рандґрен — продюсер, бек-вокал
- Девід Баучер — змішування
- Боб Кліармаутайн — змішування
- Крістіна Діттмер — дизайн
- Олаф Хейне — фото